# Stazione meteorologica di Palermo (Parco della Favorita)
La stazione meteorologica di Palermo Parco della Favorita è la stazione meteorologica di riferimento relativa all'omonima zona della città di Palermo.

## Medie climatiche ufficiali

### Dati climatologici 1928-1937
In base alla media di riferimento (1928-1937), la temperatura media del mese più freddo, gennaio, si attesta a +9,6 °C; quella del mese più caldo, luglio, è di +24,5 °C.
| FAVORITA (1928-1937) | Mesi | Mesi | Mesi | Mesi | Mesi | Mesi | Mesi | Mesi | Mesi | Mesi | Mesi | Mesi | Stagioni | Stagioni | Stagioni | Stagioni | Anno |
| FAVORITA (1928-1937) | Gen  | Feb  | Mar  | Apr  | Mag  | Giu  | Lug  | Ago  | Set  | Ott  | Nov  | Dic  | Inv      | Pri      | Est      | Aut      | Anno |
| -------------------- | ---- | ---- | ---- | ---- | ---- | ---- | ---- | ---- | ---- | ---- | ---- | ---- | -------- | -------- | -------- | -------- | ---- |
| T. max. media (°C)   | 15,0 | 16,3 | 18,2 | 20,6 | 24,2 | 28,9 | 32,2 | 31,2 | 29,1 | 25,0 | 21,1 | 16,9 | 16,1     | 21,0     | 30,8     | 25,1     | 23,2 |
| T. min. media (°C)   | 4,2  | 5,7  | 7,3  | 8,1  | 11,2 | 14,4 | 16,7 | 16,2 | 15,3 | 12,5 | 9,4  | 6,4  | 5,4      | 8,9      | 15,8     | 12,4     | 10,6 |

## Valori estremi

### Temperature estreme mensili dal 1928 al 1937
Nella tabella sottostante sono riportate le temperature massime e minime assolute mensili, stagionali ed annuali dal 1928 al 1937, con il relativo anno in cui si queste si sono registrate. La massima assoluta del periodo esaminato di +42,0 °C risale al luglio 1934, mentre la minima assoluta di -3,4 °C è del gennaio 1932.
| FAVORITA (1928-1937)  | Mesi        | Mesi        | Mesi        | Mesi        | Mesi        | Mesi        | Mesi        | Mesi        | Mesi        | Mesi        | Mesi        | Mesi        | Stagioni | Stagioni | Stagioni | Stagioni | Anno |
| FAVORITA (1928-1937)  | Gen         | Feb         | Mar         | Apr         | Mag         | Giu         | Lug         | Ago         | Set         | Ott         | Nov         | Dic         | Inv      | Pri      | Est      | Aut      | Anno |
| --------------------- | ----------- | ----------- | ----------- | ----------- | ----------- | ----------- | ----------- | ----------- | ----------- | ----------- | ----------- | ----------- | -------- | -------- | -------- | -------- | ---- |
| T. max. assoluta (°C) | 25,0 (1937) | 24,1 (1934) | 31,0 (1937) | 31,0 (1930) | 35,5 (1933) | 40,0 (1937) | 42,0 (1934) | 39,1 (1930) | 37,5 (1928) | 35,6 (1928) | 28,8 (1937) | 29,0 (1930) | 29,0     | 35,5     | 42,0     | 37,5     | 42,0 |
| T. min. assoluta (°C) | −3,4 (1932) | −0,9 (1936) | −0,2 (1936) | 0,4 (1935)  | 3,8 (1935)  | 7,0 (1933)  | 10,0 (1933) | 11,8 (1937) | 10,0 (1929) | 3,4 (1930)  | 0,3 (1937)  | −0,6 (1935) | −3,4     | −0,2     | 7,0      | 0,3      | −3,4 |